# 航続距離
航続距離（こうぞくきょり）とは、航空機や船舶、電気自動車などが燃料を最大積載量まで積んで飛行できる、または航行、運転できる最大距離のことである。もとは船舶や航空の分野で用いられていたが、電気自動車の開発が進むにつれて1990年代後半から自動車関係でもこの用語が使われ始め、2010年頃には電気自動車が１回の充電で走れる距離を表すには欠かせない用語となった。また、自動車などに限らず、電動スクーターや電動キックボードなどの燃料や電力で走る乗り物に使われることがある。

## 航空機
航続距離は対地速度に最大飛行時間 tmax を乗じたものである。
以下に、プロペラ機とジェット機について航続距離を求める計算式を示す。

### 導出
単位時間に、どれだけの燃料を消費するか（燃料消費率）は、まず、下の式で求められる :
{\displaystyle F={\frac {dW_{f}}{dt}}}
燃料を燃やした分 (dWf) 航空機の重量は軽くなる (-dW) ので、dWf = -dW. よって
{\displaystyle F=-{\frac {dW}{dt}}}
単位距離あたりの燃料搭載量の変化量は、次の式で求める。ただしVは速度である:
{\displaystyle {\frac {dW}{dR}}={\frac {\frac {dW}{dt}}{\frac {dR}{dt}}}={\frac {F}{V}}}
それから、航続距離は次の定積分で求められる：
{\displaystyle R=\int _{t_{1}}^{t_{2}}Vdt=\int _{W_{1}}^{W_{2}}-{\frac {V}{F}}dW=\int _{W_{2}}^{W_{1}}{\frac {V}{F}}dW}
ここで V/F は航続率と呼ばれ、単位燃料重量あたりの飛行距離を表す。
ここでは航続率は航空機がほぼ安定した飛行をしているものという前提で求めている。
次の節では、ジェット機とプロペラ推進機の違いについて述べる。

#### プロペラ機
プロペラ機では、平衡条件 Pa = Pr から、ある航空機重量のときの水平飛行の速さを求めなければならない。
推進効率 ηj と燃料消費率 cp は、それぞれが飛行速度の関数になっている。
エンジン出力は下式で求める：
{\displaystyle P_{br}={\frac {P_{a}}{\eta _{j}}}.}
次に、対応する燃料重量流量を求める :
{\displaystyle F=c_{p}P_{br}.}
推進に要する出力（仕事率）は抗力かける速度であり、抗力は揚抗比から計算する。水平飛行なので揚力 L = 重量 W であることに注意すると、
{\displaystyle P_{br}=DV={\frac {L}{(C_{L}/C_{D})}}V=\left({\frac {C_{D}}{C_{L}}}W\right)V.}
揚抗比の比が一定と仮定すると、積算の航続距離は次式となる：
{\displaystyle R={\frac {\eta _{j}}{c_{p}}}{\frac {C_{L}}{C_{D}}}ln{\frac {W_{1}}{W_{2}}}.}
航続距離の解析的な表現を求めるには、航続率と燃料重量流量が、航空機と推進システムに依存していることに注意しなければならないが、もしそれらが一定だと仮定すると：
{\displaystyle R={\frac {\eta _{j}}{c_{p}}}{\frac {C_{L}}{C_{D}}}ln{\frac {W_{1}}{W_{2}}}.}

#### ジェット機
同様に、ジェット機の計算は、次の方式でおこなわれる。
ここでは、ほぼ安定な水平飛行を仮定する。
次式の関係を利用する。
{\displaystyle D={\frac {C_{D}}{C_{L}}}W}
推力は、以下のように書ける：
{\displaystyle T=D={\frac {C_{D}}{C_{L}}}W}
ジェットエンジンは燃料消費量に対する推力で特徴付けられる。
つまり、燃料消費量はエンジン出力にではなく抗力に比例している。
{\displaystyle F=-c_{T}T=-c_{T}{\frac {C_{D}}{C_{L}}}W}
揚力の式を使うと、
{\displaystyle {\frac {1}{2}}\rho V^{2}SC_{L}=W}
ここでρは空気密度、Sは翼面積。
航続率は次式に等しい：
{\displaystyle {\frac {V}{F}}={\frac {1}{c_{T}W}}{\sqrt {{\frac {W}{S}}{\frac {2}{\rho }}{\frac {C_{L}}{C_{D}^{2}}}}}}
最後に航続距離が求められる :
{\displaystyle R=\int _{W_{2}}^{W_{1}}{\frac {1}{c_{T}W}}{\sqrt {{\frac {W}{S}}{\frac {2}{\rho }}{\frac {C_{L}}{C_{D}^{2}}}}}dW}
一定の高度、一定の迎え角、一定の燃料消費率で巡航しているときは、航続距離は次のようになる：
{\displaystyle R={\frac {2}{c_{T}}}{\sqrt {{\frac {2}{S\rho }}{\frac {C_{L}}{C_{D}^{2}}}}}\left({\sqrt {W_{1}}}-{\sqrt {W_{2}}}\right)}
ただし、航空機の航空力学的な特性による圧縮率は無視する。

### マッハ数による算出
成層圏での長距離ジェット飛行では音速は一定であり、そのため一定のマッハ数で飛行するとその航空機は局地的な音速を変えることなく上昇する。この場合、{\displaystyle V=aM}
ただし、Mが巡航マッハ数で、aが音速を意味する。航続距離の式は次のように変形できる：
{\displaystyle R={\frac {aM}{c_{T}}}{\frac {C_{L}}{C_{D}}}\int _{W_{2}}^{W_{1}}{\frac {dW}{W}}}
または、
{\displaystyle R={\frac {aM}{c_{T}}}{\frac {C_{L}}{C_{D}}}ln{\frac {W_{1}}{W_{2}}}}

## 船舶
船は他の交通機関と比べて比較的、船体に余裕があるため、大きなタンクに大量の燃料を搭載することが出来る。また、低速で航行すれば燃費は良くなるので航続距離は長大であり、タンカーなどは2ヶ月間、地球を半周する距離を無補給で航海できる。近年ではタンカーの大型化も進み、航続距離が40,000 km（地球1周に相当）を超えるような超大型タンカーも就役している。

### 航続距離
燃料を無給油のまま航海できる最長距離のことを「航続距離」と呼ぶ。大きな燃料タンクに燃料消費率の良いエンジンと効率の良い推進器を備え、船体の抵抗が小さい船が低速で走ればそれだけ航続距離は伸びるが、航続距離を求める場合は常用出力での距離を用いる。1日・1万馬力あたりの燃料消費量はディーゼル・エンジンで30数トン、蒸気タービンで45トン程である。燃料消費量の多い軍艦を除いて、大きさの割りに燃料消費量の多いのは高速で航行するコンテナ船やフェリーである。
具体的には、
- 20万重量トン級石油／原油タンカー：約150トンの消費で17,000 nm（海里）
- 6万重量トンの撒積船（ばらづみせん）：約50トンの消費で15,000-25,000 nm
- 2万重量トン級の貨物船：30数トンの消費で約15,000 nm
- 1,000トン程度の漁船で20,000 nm

といったところになる。